# طوایف کرد در ترکیه
طوایف کرد در ترکیه: بیشترین بخش از طوایف کرد در ترکیه زندگی می‌کنند، گروه‌هایی از این طوایف در ایران نیز زندگی می‌کنند.
آدیامان: تلیا.
افیون: جهانبگلی.
آگری: سدرلی، خلتی، حیدرانلی، حمدیکان، زیلانلی، بادلی، ادامانلی، باسمانلی، جلالی، بازیکلی، خزلی.
آماسیه: اروک
آنکارا: عمرانلی، نصرلی، زیریکانلی، جودیکانلی، تیریکان.
بتلیس: مودکی، خزلی، حسنلو، اتامانیکان، جببرنلی.
دیاربکر: دیاربکری، موسک، شیخدودانلی، سورکی لی، درسیملی، خزلی، بسری،کُردلی، تیریکان، پوران، بکران، رشکوتانل. 
الازیغ: گوروس، کولبابان، سینن، اچمی شرت، بهیرماز.
ارزروم: هرکی، زیریکانلی، حسنانلی، پیزیانلی، رشون.
غازی عینتاب: دلیکانلی.
حکاری: ککا، شمسیکی، نهری، حکاری، حسنانلو، بلیکار، دیناری.
قیصری: حاجیبانلی
قیرشهر: عمارانلی، تبوراوقلی، برکتلی.
قونیه: خلکانی
ملاطیه: سینامینلی
باتمان: خزلی،کُردلی
ماردین: خزلی
اورفه: برازی
Adéaman: Telyâ.
Afyon: Jahânbegli.
Ag¡ri: Sâderli, Khâlati, Haydarânli, Hamadikân, Zilânli, Bâdeli, Âdamânli, Bašmânli, Jalâli, Bâzikli.
Amasya: Aruk.
Ankara: 'Amarânli, Nâsáerli, Zirikânli, Judikânli, Tirikân.
Bitlis: Mudeki, Khâzali, Hasanânlu, Âtamânikân, Jabbarânli.
Diârbakér: Diârbakri, Musek, Shaykhdudânli, Surkišli, Dersimli, Khâzâli, Bešeri, Tirikân, PurâBekirân,Raškutânli,. 
Elazig¡: Gurus, Kulbaban, Sinân, Âšmišârt, Behirmâz.
Erzurum: Herka`i, Zirikânli, Hasanânli, Piziânli, Rašvân.
Gaziantep: Delikânli
Hakâri: Kekâ, Shemsiki, Neri, Hakâri, Hasanânlu, Balikâr, Dinâri.
Kaysari: Hâjibânli.
Kiršehir: 'Amarânli, Tâburowghli, Barakatli.
Konya: Khalkâni.
MalatÂya: Sinâminli
Maraš (Mar'aš): Gugarišânli, Kikân, Vâliâni, Nederli, Nâšâdirâ, Dughânli, Delikânli, Jelikânli, Balikânli.
Mardin: Dâkhuri, Tur'âbedin.
Muš: Mâmakânli, Lulânli, Shekerli, Panjinân, Silukân, Selivân, Hasanânli, Azli, Panijâri, Zerzân, Balikân.
Siirt (Se'ert): Mirân, Musek, Kaviân, Dersimli, Dâkhuri, Hosayni, Jaziriân, Panjinân.
Sivâs: Kucheri, Âkhchešmi.
Tokat (Toqat): Aruk.
Tunceli (Tunjeli): Milli, Dersimli.
Urfa: Givarân, 'Aluš, Ùâpkasân, Abu Tâher, Emerzân, Bârân.
Van: Mahmudi, Herka`i, 'Isâ`i, Yazidi, Sepikânli, Duderi, Khâni, Jelikânli, Tâkuli, Tâpiân, Bârezânli.
Yozgat: Mâkhâni, Khâtunoghli, Tâburoghli.